# فيتو كورليوني
دون فيتو كورليوني شخصية خيالية ظهرت في رواية العراب لماريو بوزو وأيضا في سلسلة أفلام العراب للمخرج فرانسيس فورد كوبولا المقتبسة من الرواية، أدى شخصية فيتو كورليوني العجوز الممثل مارلون براندو وأداها بمرحلة الشباب الممثل روبرت دي نيرو، فيتو كورليوني هو عميد عائلة كورليوني الإيطالية ارتبط بشخصيات سياسية هامة قد منحته نفوذا قويا ومنح أعمال عائلته تغطية حيث يلجأ اليه الناس لحمايتهم ومساعدتهم بمشكلاتهم، لذلك أطلق عليه الناس لقب العراب

## قصته
ولد فيتو عام 1891 م، والده هو أنتونيو أندوليني، ومكان مولده كان في مدينة صغيرة في جزيرة صقلية اسمها كورليوني في إيطاليا، ويتميز الإيطاليون بالعصبية وطبع الانتقام والثأر، وهذا ما أثر على فيتو في كل قراراته، وهو مؤسس عائلة كورليوني أكبر عائلات المافيا في أمريكا، لديه 6 أبناء، 2 منهم بالتبني وهم توم هوجان محامي وسيصبح فيما بعد مستشار، جوني فونتين هو مغني، و 4 أبناء من زوجته كارميليا كورليوني وهم سانتينو وفريدو وكونستانزا ومايكل.

### الجزء الأول
بدأت أحداث الجزء الأول من الفيلم عام 1945 م أي بعد انتهاء الحرب العالمية الثانية، كان فيتو' قد وصل إلى مرحلة الشيخوخة، وكان زعيم عصابة المافيا آل كورليوني أكبر عصابات المافيا في أمريكا، وكان هذا الوقت هو أكثر الأوقات التي كثرت فيه الحروب بين عصابات المافيا، وارتباطه بشخصيات سياسية عديدة جعلت له نفوذ قوي في أمريكا، وكانت عائلة تاتاليا أكبر عائلات المافيا عداوة لعائلة كورليوني حاولوا أغتيال فيتو وتم نقله إلى المستشفى وعند انتشار خبر أنه ما زال على قيد الحياة، قامت عائلة تاتاليا مرة أخرى بمحاولة أغتياله، ووضعوا خطة بمساعدة الضابط الفيدرالي ماكلاكسي وأرسلوا أحد أفرادها سولوزو ليقتل فيتو، ولكن مايكل كورليوني ابن فيتو كشف عن خطتهم الدنيئة وإتصل بإخوته وحراسه لكي يحموا فيتو، وعندما عرف سولوزو وماكلاكسي أن أبناء فيتو كورليوني عرفوا بخطهم تراجعوا عنها، وخافت عائلة تاتليا بشدة من انتقام أبناء فيتو منهم، لذلك عرضوا على عائلة كورليوني عقد هدنة، وأرسلت عائلة كورليوني مايكل لكي يعقد هذه الهدنة معهم، وفي هذه الأثناء كانت حالة الدون فيتو الصحية تزداد سوءا يوما بعد يوم، وأصبح لا يستطيع ان يدير أمور العائلة وكلف أكبر أبناءه سوني كورليوني ليحل محله ويصبح هو الدون كورليوني الجديد، وهنا خططت عائلة بارزيني لقتل سوني ووضعوا خطة وقاموا بتنفيذها بنجاح وتم قتل سوني، وتدهورت حالة فيتو الصحية خاصة بعد سماعه خبر موت إبنه سوني، وتوفى فيتو إثر أزمة قلبية عندما كان يلعب مع حفيده أنتون ابن مايكل، وفي الجزء الثاني أثناء التحقيق مع مايكل تم الإشارة إلى السنة التي توفى فيها فيتو كانت عام 1954 م.

### الجزء الثاني
صباه وشبابه إلى أن أصبح الدون كورليوني، ويرجع الفلاش باك في بداية الفيلم إلى عام 1901 م مدينة صقليه حيث يسير هو وأمه في جنازة أخيه الكبير باولو المقتول من قبل زعيم المافيا الدون تشيشيو الذي قتله بعد أن رفض والده أن يدفع له الجزية فقرر الدون تشيشيو أن يقتله هو وأبناءه، وبعدها ذهبت أُمه إلى هذا الزعيم لتقول له وهي تؤشر على فيتو الصغير«لقد قتلت أباه وأخاه الكبير باولو، وهذا طفل صغير لا يستطيع الكلام حتى، فلا تقتله» فقال زعيم المافيا «لكن إذا كبر سيعود للانتقام» فتهجمت الأم على زعيم المافيا وهي تقول لصغيرها أُهرب أُهرب وتم قتلها، وقد ساعد أهل المدينة فيتو الصغير على الهروب فذهب هذا إلى أمريكا في سفينة مليئة بالمهاجرين، وبعدها ظهر فلاش باك أخر عام 1916م حيث استقر في أمريكا وأصبح شاباً وتزوج من السيدة كارمليا وأنجب أول أبناءه سوني كورليوني، جاء يوم من الأيام رُمي له جاره عبر النافذة قُطعة قِماش مليئة بالأسلحة لكي يُخبأها عنده، فجزاه كليمنزا صاحب الأسلحة بأن أهداه سجادة، ومع مرور الأيام أصبح هو وأصدقاءه المقربيين توماسينو وأبادانو يعملان معاً في السرقة ويقسمون أرباحهم على ثلاثة. لكن عقبة واجهتهم وهي دون فانوتشي الذي يأخذ الأموال من أي شخص له عمل، فلما سمع عنهم قرر أن يأخد منهم جزء من أرباحهم مقابل سكوته عن سرقتهم، وهذا الحال الذي لم يرضَ به فيتو خاصة وانه يحتاج للكثير من المال لعلاج إبنه الصغير مايكل ولذلك قرر فيتو قتل الدون فانوتشي، ولكنه قال لأصدقائه إنه لم يدفع للدون مرة أخرى وسيذهب لكي يتحدث معه في هذا الموضوع، وعندما سأله أصدقاؤه عن كيفية إقناع الدون بألا يدفعوا له مرة أخرى، رد فيتو بمقولته الشهيرة «سأعرض عليه عرضا لن يرفضه أبدا» مشيرا إلى أنه سيقتله، تلك المقولة التي صنفت في المركز الثاني في قائمة 100 مقولة في السنيما الأمريكية، وفعلاً ذهب إليه وقتله وبعد ذلك اليوم اعتبر أنه من أنقذ العمال من بطش هذا الرجل، أصبح الجميع يكن له الاحترام وأصبحوا يذهبون إليه لينهي مشاكلهم ومعاملاتهم، وهكذا بدأ تتسع سُمعته وبدأت تتسع أعماله، وكون له عائلة مافيا خاصة حتى أصبح الدون فيتو كورليوني، وبعدها قرر الذهاب إلى مدينة سيسيلي لكي يقتل الدون تشيشيو انتقاما لما فعله في والده ووالدته وإخيه باولو، وبعد أن رجع إلى أمريكا عمل في استيراد «زيت الزيتون» من إيطاليا لكي يجعل أعماله مشروعة.

### الجزء الثالث
لم يظهر فيتو في الجزء الثالت من فيلم العراب، ولكن تم الإشارة عنه في الكثير من المشاهد، حيث يظهر الدون توماسينو صديق فيتو القديم الذي ظل يتحدث مع الدون مايكل كورليوني عن أعماله العظيمة وكيف أنقذ الناس من بطش دون فانوتشي.